# Calodema blairi
Calodema blairi es una especie de escarabajo del género Calodema, familia Buprestidae. Fue descrita científicamente por Neef de Sainval & Lander en 1994.
Se distribuye por Indonesia, en la provincia de Papúa. Se ha encontrado a altitudes de hasta 2180 metros.